# ガザ県
ガザ県(アラビア語: محافظة غزة)は、パレスチナ自治区のガザ地区北部の県。
県都はガザ市。
2014年の人口は60万6749人で、ガザ地区の34.5%を占め、5県中最大。
面積は74km²で、ガザ地区の20.3%を占め、5県中2位。
人口密度は8198.6人/km²。
首府のガザ市はガザ地区の「首都」でもあり、ガザ政府がおかれるなどして行政的にも中核をなすため、このガザ県にも多くの機関がおかれている。

## 人口
- 1997年12月10日：36万7388人
- 2007年12月1日：49万6411人
- 2014年7月1日：60万6700人

## 隣接県
- 北：北ガザ県
- 東：南部地区
- 南：ディール・バラフ県
- 西：地中海

## 主要都市
人口は2014年7月1日の値。
- ガザ市：59万1400人(首都・県都)

## 難民キャンプ
- アル・シャティ・キャンプ（英語版）